# Canoë-kayak aux Jeux olympiques d'été de 2016
Navigation
Londres 2012 Tokyo 2020
Les compétitions de canoë-kayak des Jeux olympiques d'été de 2016 organisés à  Rio de Janeiro (Brésil), se déroulent au Olympic Whitewater Stadium et au Lagoa Rodrigo de Freitas du 7 au 20 août 2016.

## Organisation

### Qualifications
330 athlètes sont attendus pour participer à ces épreuves.
| - Argentine (10) - Australie (18) - Autriche (2) - Azerbaïdjan (4) - Biélorussie (12) - Belgique (1) - Brésil (10) - Bulgarie (2) - Canada (9) - Chine (10) - Îles Cook (2) - Cuba (6) - République tchèque (12) - Danemark (5) - Équateur (1) - Égypte (2) - France (15) - Géorgie (1) - Allemagne (16) - Grande-Bretagne (11) - Hongrie (18) - Italie (4) - Japon (5) - Kazakhstan (13) - Lettonie (2) - Liban (1) | - Lituanie (6) - Moldavie (1) - Maroc (1) - Mexique (1) - Mozambique (2) - Nouvelle-Zélande (9) - Nigeria (1) - Palaos (1) - Pologne (15) - Portugal (7) - Russie (19) - Samoa (1) - Sao Tomé-et-Principe (1) - Sénégal (3) - Serbie (10) - Slovaquie (12) - Slovénie (6) - Afrique du Sud (1) - Corée du Sud (2) - Espagne (11) - Suède (5) - Tunisie (3) - Turquie (1) - Ukraine (9) - États-Unis (6) - Ouzbékistan (4) |

### Site des compétitions
L'Olympic Whitewater Stadium accueille les slaloms et le Lagoa Rodrigo de Freitas les épreuves de course en ligne.

### Calendrier
Les compétitions sont programmées du 7 au 11 août pour les épreuves slalom et du 15 au 20 août pour les courses en ligne.
| H | Séries | ½ | Demi-finales | F | Finale |

| Épreuve↓/Date → | Dim 7 | Lun 8 | Mar 9 | Mar 9 | Mer 10 | Mer 10 | Jeu 11 | Jeu 11 |
| --------------- | ----- | ----- | ----- | ----- | ------ | ------ | ------ | ------ |
| Hommes C1       | H     |       | ½     | F     |        |        |        |        |
| Hommes C2       |       | H     |       |       |        |        | ½      | F      |
| Hommes K1       | H     |       |       |       | ½      | F      |        |        |
| Femmes K1       |       | H     |       |       |        |        | ½      | F      |

| Épreuve↓/Date →  | Lun 15 | Lun 15 | Mar 16 | Mer 17 | Mer 17 | Jeu 18 | Ven 19 | Ven 19 | Sam 20 |
| ---------------- | ------ | ------ | ------ | ------ | ------ | ------ | ------ | ------ | ------ |
| Hommes C1 200 m  |        |        |        | H      | ½      | F      |        |        |        |
| Hommes C1 1000 m | H      | ½      | F      |        |        |        |        |        |        |
| Hommes C2 1000 m |        |        |        |        |        |        | H      | ½      | F      |
| Hommes K1 200 m  |        |        |        |        |        |        | H      | ½      | F      |
| Hommes K1 1000 m | H      | ½      | F      |        |        |        |        |        |        |
| Hommes K2 200 m  |        |        |        | H      | ½      | F      |        |        |        |
| Hommes K2 1000 m |        |        |        | H      | ½      | F      |        |        |        |
| Hommes K4 1000 m |        |        |        |        |        |        | H      | ½      | F      |
| Femmes K1 200 m  | H      | ½      | F      |        |        |        |        |        |        |
| Femmes K1 500 m  |        |        |        | H      | ½      | F      |        |        |        |
| Femmes K2 500 m  | H      | ½      | F      |        |        |        |        |        |        |
| Femmes K4 500 m  |        |        |        |        |        |        | H      | ½      | F      |

## Podiums

### Hommes
| Épreuve                          | Or                                                            | Or             | Argent                                                  | Argent         | Bronze                                                               | Bronze         |
| -------------------------------- | ------------------------------------------------------------- | -------------- | ------------------------------------------------------- | -------------- | -------------------------------------------------------------------- | -------------- |
| Slalom                           |                                                               |                |                                                         |                |                                                                      |                |
| C1 résultats détaillés           | Denis Gargaud Chanut (FRA)                                    | 94 s 17        | Matej Benus (SVK)                                       | 95 s 02        | Takuya Haneda (JPN)                                                  | 97 s 44        |
| C2 résultats détaillés           | Slovaquie Ladislav Škantár Peter Škantár                      | 101 s 58       | Grande-Bretagne David Florence Richard Hounslow         | 102 s 01       | France Gauthier Klauss Matthieu Péché                                | 103 s 24       |
| K1 résultats détaillés           | Joseph Clarke (GBR)                                           | 88 s 53        | Peter Kauzer (SLO)                                      | 88 s 70        | Jiří Prskavec (CZE)                                                  | 88 s 99        |
| Course en ligne                  |                                                               |                |                                                         |                |                                                                      |                |
| C1 - 200 m résultats détaillés   | Yuriy Cheban (UKR)                                            | 39 s 279 (OR)  | Valentin Demyanenko (AZE)                               | 39 s 493       | Isaquias Queiroz (BRA)                                               | 39 s 628       |
| C1 - 1 000 m résultats détaillés | Sebastian Brendel (GER)                                       | 3 min 56 s 926 | Isaquias Queiroz (BRA)                                  | 3 min 58 s 529 | Serghei Tarnovschi (MOL) Ilya Shtokalov (RUS)                        | 4 min 00 s 963 |
| C2 - 1 000 m résultats détaillés | Allemagne Sebastian Brendel Jan Vandrey                       | 3 min 43 s 912 | Brésil Erlon Silva Isaquias Queiroz                     | 3 min 44 s 819 | Ukraine Dmytro Ianchuk Taras Mishchuk                                | 3 min 45 s 949 |
| K1 - 200 m résultats détaillés   | Liam Heath (GBR)                                              | 35 s 197       | Maxime Beaumont (FRA)                                   | 35 s 362       | Saúl Craviotto (ESP) Ronald Rauhe (GER)                              | 35 s 662       |
| K1 - 1 000 m résultats détaillés | Marcus Walz (ESP)                                             | 3 min 31 s 447 | Josef Dostál (CZE)                                      | 3 min 32 s 145 | Roman Anoshkin (RUS)                                                 | 3 min 33 s 363 |
| K2 - 200 m résultats détaillés   | Espagne Saúl Craviotto Cristian Toro                          | 32 s 075       | Grande-Bretagne Liam Heath Jon Schofield                | 32 s 368       | Lituanie Aurimas Lankas Edvinas Ramanauskas                          | 32 s 382       |
| K2 - 1 000 m résultats détaillés | Allemagne Max Rendschmidt Marcus Gross                        | 3 min 10 s 781 | Serbie Marko Tomićević Milenko Zorić                    | 3 min 10 s 969 | Australie Ken Wallace Lachlan Tame                                   | 3 min 12 s 593 |
| K4 - 1 000 m résultats détaillés | Allemagne Marcus Gross Max Hoff Tom Liebscher Max Rendschmidt | 3 min 02 s 143 | Slovaquie Denis Myšák Erik Vlček Juraj Tarr Tibor Linka | 3 min 05 s 044 | République tchèque Daniel Havel Lukáš Trefil Josef Dostál Jan Štěrba | 3 min 05 s 176 |

### Femmes
| Épreuve                        | Or                                                                   | Or             | Argent                                                                   | Argent         | Bronze                                                                             | Bronze         |
| ------------------------------ | -------------------------------------------------------------------- | -------------- | ------------------------------------------------------------------------ | -------------- | ---------------------------------------------------------------------------------- | -------------- |
| Slalom                         |                                                                      |                |                                                                          |                |                                                                                    |                |
| K1 résultats détaillés         | Maialen Chourraut (ESP)                                              | 98 s 65        | Luuka Jones (NZL)                                                        | 101 s 82       | Jessica Fox (AUS)                                                                  | 102 s 49       |
| Course en ligne                |                                                                      |                |                                                                          |                |                                                                                    |                |
| K1 - 200 m résultats détaillés | Lisa Carrington (NZL)                                                | 39 s 864       | Marta Walczykiewicz (POL)                                                | 40 s 279       | Inna Osypenko-Radomska (AZE)                                                       | 40 s 401       |
| K1 - 500 m résultats détaillés | Danuta Kozák (HUN)                                                   | 1 min 52 s 494 | Emma Jørgensen (DEN)                                                     | 1 min 54 s 326 | Lisa Carrington (NZL)                                                              | 1 min 54 s 372 |
| K2 - 500 m résultats détaillés | Hongrie Gabriella Szabó Danuta Kozák                                 | 1 min 43 s 687 | Allemagne Franziska Weber Tina Dietze                                    | 1 min 43 s 738 | Pologne Karolina Naja Beata Mikołajczyk                                            | 1 min 45 s 207 |
| K4 - 500 m résultats détaillés | Hongrie Gabriella Szabó Danuta Kozák Tamara Csipes Krisztina Fazekas | 1 min 34 s 482 | Allemagne Sabrina Hering Franziska Weber Steffi Kriegerstein Tina Dietze | 1 min 35 s 383 | Biélorussie Marharyta Makhneva Nadzeya Liapeshka Volha Khudzenka Maryna Litvinchuk | 1 min 36 s 908 |

## Tableau des médailles
| Rang  | Nation             | Or | Argent | Bronze | Total |
| ----- | ------------------ | -- | ------ | ------ | ----- |
| 1     | Allemagne          | 4  | 2      | 1      | 7     |
| 2     | Espagne            | 3  | 0      | 1      | 4     |
| 3     | Hongrie            | 3  | 0      | 0      | 3     |
| 4     | Grande-Bretagne    | 2  | 2      | 0      | 4     |
| 5     | Slovaquie          | 1  | 2      | 0      | 3     |
| 6     | France             | 1  | 1      | 1      | 3     |
| 7     | Nouvelle-Zélande   | 1  | 1      | 1      | 3     |
| 8     | Brésil             | 0  | 2      | 1      | 3     |
| 9     | République Tchèque | 0  | 1      | 2      | 3     |
| 10    | Azerbaïdjan        | 0  | 1      | 1      | 2     |
| 11    | Pologne            | 0  | 1      | 1      | 2     |
| 12    | Danemark           | 0  | 1      | 0      | 1     |
| 13    | Serbie             | 0  | 1      | 0      | 1     |
| 14    | Slovénie           | 0  | 1      | 0      | 1     |
| 15    | Australie          | 0  | 0      | 2      | 2     |
| 16    | Russie             | 0  | 0      | 2      | 2     |
| 17    | Biélorussie        | 0  | 0      | 1      | 1     |
| 18    | Japon              | 0  | 0      | 1      | 1     |
| 19    | Lituanie           | 0  | 0      | 1      | 1     |
| Total | Total              | 16 | 16     | 17     | 49    |